# 孙炳垣
孙炳垣（？—？），浙江桐乡人，是一名清朝政治人物。
孙炳垣曾于1832年代理南汇县知县，次年由朱清耀接任。1836年朱清耀卸任后接替称为南汇县知县，1838年由徐家槐接任。